# Afolabina togoensis
Afolabina togoensis är en mångfotingart som beskrevs av Demange 1972. Afolabina togoensis ingår i släktet Afolabina och familjen Chelodesmidae. Inga underarter finns listade i Catalogue of Life.